# Gastromicans tesselata
Gastromicans tesselata là một loài nhện trong họ Salticidae.
Loài này thuộc chi Gastromicans. Gastromicans tesselata được Carl Ludwig Koch miêu tả năm 1846.